# 竹内飛鳥
竹内 飛鳥（たけうち あすか、1972年11月5日 - ）は、京都府出身の元女優、タレントである。キャンパスシネマに所属していた。

## 出演

### 映画
- FAMILY (2001年の映画)（英語版）（2001年3月31日、エクセレントフィルム　三池崇史監督）
- 悪名（2001年7月28日、イップ・エンターテイメント　和泉聖治監督）
- 血を吸う宇宙（2001年12月22日、オメガ・ピクチャーズ　佐々木浩久監督）
- OKITE やくざの詩（2003年3月22日、東映ビデオ　松方弘樹監督）
- 梶原三兄弟激動昭和史 すてごろ（2003年6月14日、ジーピー・ミュージアム=リベロ　光石富士朗監督）
- キッチンタイマー（2003年　岡本貴也監督）
- TOKYO NOIR（2004年9月25日、ケイエスエス・日本出版販売　熊澤尚人監督）
- 春の雪 （2005年10月29日公開、東宝　行定勲監督）
- イントゥ・ザ・サン（2005年11月26日公開、ソニー・ピクチャーズ エンタテインメント）
- インプリント〜ぼっけえ、きょうてえ〜（2006年5月27日、角川ヘラルド・ピクチャーズ　三池崇史監督）
- Blaak Bax（2006年　新里猛監督）
- 辻岡正人の奇妙な劇場「地獄か天国HELL or HEAVEN」（2008年　辻岡正人監督）
- 想い出はモノクローム（2009年、アイエス・フィールド　五藤利弘[1]）

### テレビドラマ
- ガラスの仮面2 第5話・第6話（1998年5月11日・5月18日、テレビ朝日） - 草加みどり 役
- 真珠夫人（2002年、東海テレビ・フジテレビ系）
- 大河ドラマ「新選組!」（2004年、NHK）
- 臨場 続章 第3話（2010年4月21日、テレビ朝日[2]）

### オリジナルビデオ
- プレイエンジェルズVol.1（2007年）
- プレイエンジェルズ〜華麗なる天使〜（2008年）

### 舞台
- 中野光座　あぶな絵縛り
- ミュージカル　HAPPY

### MC
- スキャントーク（1999年）
- 東京ゲームショウ（1999年）
- ニュースプラスワン（2002年）